# Gorges du Taubenloch
Gorges du Taubenloch är en kanjon i Schweiz.   Den ligger i distriktet Biel och kantonen Bern, i den centrala delen av landet, 27 km nordväst om huvudstaden Bern. Gorges du Taubenloch ligger 448 meter över havet.
Terrängen runt Gorges du Taubenloch är kuperad åt nordväst, men åt sydost är den platt. Runt Gorges du Taubenloch är det ganska tätbefolkat, med 248 invånare per kvadratkilometer.. Närmaste större samhälle är Biel, 2,4 km sydväst om Gorges du Taubenloch. 
I omgivningarna runt Gorges du Taubenloch växer i huvudsak blandskog.